# نيكولاس غيلبرت
نيكولاس غيلبرت (14 يونيو 1963 في المملكة المتحدة - ) (بالإنجليزية: Nicholas Gilbert)‏ هو لاعب كريكت بريطاني. لعب مع Hertfordshire County Cricket Club ‏.

## وصلات خارجية
- نيكولاس غيلبرت على موقع إي آس بي آن كريك إنفو (الإنجليزية)